# 齐攻山戎救燕之战
齐攻山戎救燕之战，是在前664年，齊桓公為了救助燕國，於是發兵討伐山戎的戰爭。
在前664年,山戎一直在北方屢次侵擾燕國 ,燕國的國君派使者向齊桓公求救,希望齊桓公能出兵相救,齊桓公答應了。
很快，齊桓公率軍隊到達，但山戎一早就搶了很多東西後便跑了,齊桓公很氣餒,但管仲說山戎雖然跑了,但一定會再來,既然已經出兵,就應該一鼓作氣,將他們連根拔除,徹底征服,讓北方長治久安。於是,齊桓公派兵追擊山戎,燕國國君向齊桓公獻策,表示北方的無終國和山戎有仇,可請他們幫忙攻打山戎。齊桓公派人帶禮品向無終國求救,無終國派了一支軍隊參戰。
齊桓公亦對俘虜們寛厚以待,他們紛紛告訴齊桓公,密盧一定是去了孤竹國借兵了。
齊桓公率軍去到孤竹國,密盧正在孤竹國,孤竹國國君率兵抵抗,大敗。孤竹國的臣子提議兩個謀策,一、交出密盧、二、用計令齊桓公帶兵入旱海,可不費一兵一卒便可把齊桓公的軍隊困死。孤竹國國君把兩個計策都試一試,把密盧殺死和說被齊桓公打敗的大將逃走路線(引入旱海)。
齊桓公真的中計,管仲說可以解開老馬的韁繩,讓牠們自由走。齊桓公和他的軍隊走出旱海,直攻孤竹國,消滅了孤竹國,把故山戎和孤竹國的土地送給燕國,燕國的國君很感謝齊桓公。